# Ehemalige neuapostolische Kirche (Widdern)
Die ehemalige neuapostolische Kirche ist ein früheres Kirchengebäude in Widdern im Landkreis Heilbronn. Das Gebäude wurde 1962 von der neuapostolischen Gemeinde des Ortes erbaut und nach Mitgliederschwund profaniert und 2003 verkauft.

## Geschichte
Die ersten neuapostolischen Gottesdienste in Widdern fanden 1932 im Haus der aus dem Raum Öhringen zugezogenen neuapostolischen Christin Karoline Nagel statt. 1947 hatte die inzwischen über 30 Gläubige zählende Gemeinde mit dem vormaligen Diakon Karl Wenz einen eigenen Vorsteher und begann, eigene Kirchenbücher zu führen. Die Gottesdienste fanden weiter in Privathäusern oder in der Alten Volksschule statt.
Bis in die 1960er Jahre wuchs die Gemeinde auf über 70 Mitglieder an und konnte die Planung und den Bau einer eigenen Kirche verwirklichen. Die Stadt Widdern stellte hierfür ein Grundstück an der Ecke Schulstraße/Friedhofstraße zur Verfügung, auf dem 1962 die Kirche erbaut wurde. Wenige Jahre später folgte auf der gegenüberliegenden Seite der Friedhofstraße die katholische Kirche St. Josef, so dass sich gemeinsam mit der alten Liebfrauenkapelle auf dem angrenzenden Friedhof insgesamt drei Kirchen im Umkreis von nur wenigen Metern auf der westlich der Ortsmitte gelegenen Anhöhe befanden.
1991/92 wurde die Kirche mit aus der Gemeinde gesammelten Mitteln umfassend innen und außen renoviert. Während der Renovierung nutzte man ein nahegelegenes Privathaus für die Gottesdienste. Bis zum Ende des Jahrtausends ging die Gemeindegröße jedoch durch Todesfälle und Wegzüge stark zurück, so dass man die Kirche 2003 verkauft und die verbliebenen etwa 40 neuapostolischen Christen in die Gemeinde in Möckmühl integriert hat. In Widdern finden gelegentlich in der Stadthalle oder an anderen Orten weiterhin neuapostolische Gottesdienste oder geistliche Musikveranstaltungen statt.

## Beschreibung
Die in markanter Ecklage an der Friedhofstraße gelegene ehemalige Kirche ist ein eingeschossiger Massivbau mit Satteldach und an der zur Straße gelegenen Giebelseite später vorgebautem Windfang. Die Kirche wies im Giebel zur Straße hin ursprünglich ein Rundfenster auf, das man später verschlossen und an seiner Stelle ein Kreuzsymbol angebracht hat. Der Gottesdienstraum wurde durch eine Reihe von hohen Fenstern in der südöstlichen Traufseite beleuchtet.